# Gooseberry Island
Gooseberry Island är en ö i Kanada.   Den ligger i provinsen Newfoundland och Labrador, i den östra delen av landet, 1 500 km öster om huvudstaden Ottawa.
Trakten runt Gooseberry Island är nära nog obefolkad, med mindre än två invånare per kvadratkilometer.